# Rudolf Hegenbart
Rudolf Hegenbart (* 11. září 1935 Praha) je bývalý český a československý politik Komunistické strany Československa, za normalizace místopředseda vlády České socialistické republiky a předseda České komise pro vědeckotechnický a investiční rozvoj.

## Biografie
V roce 1955 se vyučil strojním zámečníkem. Pracoval pak v této profesi v podniku Žďas Žďár nad Sázavou, kde později postoupil na pozici technického pracovníka. V letech 1962–1965 byl v této průmyslové firmě předsedou závodního výboru KSČ. V letech 1968–1969 vystudoval Vysokou školu ÚV KSČ v Praze a roku 1969 nastoupil do aparátu Ústředního výboru Komunistické strany Československa jako politický pracovník. Později byl tajemníkem pro ideologickou práci OV KSČ a roku 1979 se stal vedoucím tajemníkem Okresního výboru KSČ ve Žďáru nad Sázavou. V období let 1979–1982 zastával post vedoucího oddělení stranické práce a průmyslu na Krajském výboru KSČ pro Jihomoravský kraj. Mezi roky 1982 a 1986 působil jako vedoucí tajemník Okresního výboru KSČ Gottwaldov. Jeho politická kariéra vyvrcholila koncem 80. let. V roce 1986 nastoupil na funkci zástupce vedoucího ekonomického oddělení ÚV KSČ. Byl mu udělen Řád práce a Vyznamenání Za vynikající práci. Tento post zastával do roku 1987. Dne 15. července 1988 se stal vedoucím oddělení státní administrativy (takzvané „13. oddělení“) ÚV KSČ, přičemž za člena ÚV KSČ byl kooptován 9. dubna 1988.
V březnu květnu 1987 byl jmenován členem české vlády Ladislava Adamce jako její místopředseda. Vládní funkci si udržel do dubna 1988. Kromě toho byl ve stejném období i předsedou České komise pro vědeckotechnický a investiční rozvoj.
Po Sametové revoluci (1989) žil z invalidního důchodu a posléze odešel do předčasného starobního důchodu. Odmítal četné spekulace o svém podílu na těchto událostech. Věnoval se historii Žďárska a obce Cikháj a na toto téma publikoval.

## Knižní publikace
- Vítězný únor - základ socialistické péče o životní prostředí (Informační publikace Rady pro životní prostředí při vládě ČSR – Svazek 18), 1988, Merkur, 44 stran.
- Cikháj ve 2. světové válce a problémy po jejím skončení, 2004, vlastním nákladem, ISBN 80-239-3527-5, 64 stran.
- Nezapomínáme: vydáno k 65. výročí ukončení 2. světové války a osvobození obce, 2010, obec Cikháj, ISBN 80-254-9492-6, 16 stran.
- Nezapomínejte na historii své obce: sborník : studijní podklad pro adresáta, 2011, obec Cikháj, ISBN 80-260-1598-3, 54 stran.